# 震旦彎貝介
震旦彎貝介（学名：Loxoconcha sinensis）为彎貝介科彎貝介屬下的一个种。其种加词“sinensis”意为“中华的”。